# Hrabstwo Pulaski (Arkansas)

Piramida wieku hrabstwa

Hrabstwo Pulaski (ang. Pulaski County) – hrabstwo w stanie Arkansas w Stanach Zjednoczonych. Nazwane na cześć Kazimierza Pułaskiego, bohatera wojny o niepodległość Stanów Zjednoczonych.

## Geografia
Według spisu z 2000 obszar całkowity hrabstwa obejmuje powierzchnię 807,84 mil2 (2092,3 km²), z czego 770,82 mil2 (1996,41 km²) stanowią lądy, a 37,02 mil2 (95,88 km²) stanowią wody. Według szacunków United States Census Bureau w roku 2009 miało 381 904 mieszkańców. Jego siedzibą administracyjną jest Little Rock.

### Miejscowości
- Alexander
- Cammack Village
- Jacksonville
- Little Rock
- Maumelle
- North Little Rock
- Sherwood
- Wrightsville

### CDP
- College Station
- Gibson
- Hensley
- McAlmont
- Natural Steps
- Landmark
- Roland
- Sweet Home
- Woodson

### Sąsiednie hrabstwa
- Hrabstwo Faulkner (północ)
- Hrabstwo Lonoke (wschód)
- Hrabstwo Jefferson (południe)
- Hrabstwo Saline (zachód)
- Hrabstwo Perry (północny zachód)